# Irving McClure Johnson
Irving McClure Johnson (* 4. Juli 1905 in Hadley, Massachusetts; † ebenda 2. Januar 1991) war ein US-amerikanischer Autor und Segler.

## Leben
Irving Johnson wuchs auf einer Farm im Tal des Connecticut River in Massachusetts auf. Schon früh begeisterte er sich für die Romane von Jack London und Joseph Conrad, die in ihm einen unbändigen Wunsch weckten, zur See zu fahren und persönlich an Bord mit Hand anzulegen. Eine Reihe privater Filmaufnahmen zeigen ihn beim Training für ein Leben auf See, z. B. beim Erklettern von Telegraphenmasten oder bei Ringkämpfen. Die Sommer verbrachte er gern an der Küste Neuenglands und arbeitete dort auf Yachten.
Nach solchen ersten Erfahrungen auf kleineren Schiffen an der Küste seiner Heimat, die er teils auch als Kapitän kommandierte, trat Johnson 1926 in die amerikanische Handelsmarine ein und verdingte sich auf verschiedenen Passagier- und Frachtschiffen. Zunächst diente er drei Monate lang als Quartiermeister auf dem Dampfer Santa Teresa, ehe er im November 1927 auf der Stanley Dollar, einem Lebensmittelfrachter, anheuerte. Schließlich ließ er sich an Bord der President Wilson als Kadett anstellen und erlebte darauf seine erste Weltumrundung von Januar bis April 1928. 1929 fuhr er auf der Aquitania nach Europa.

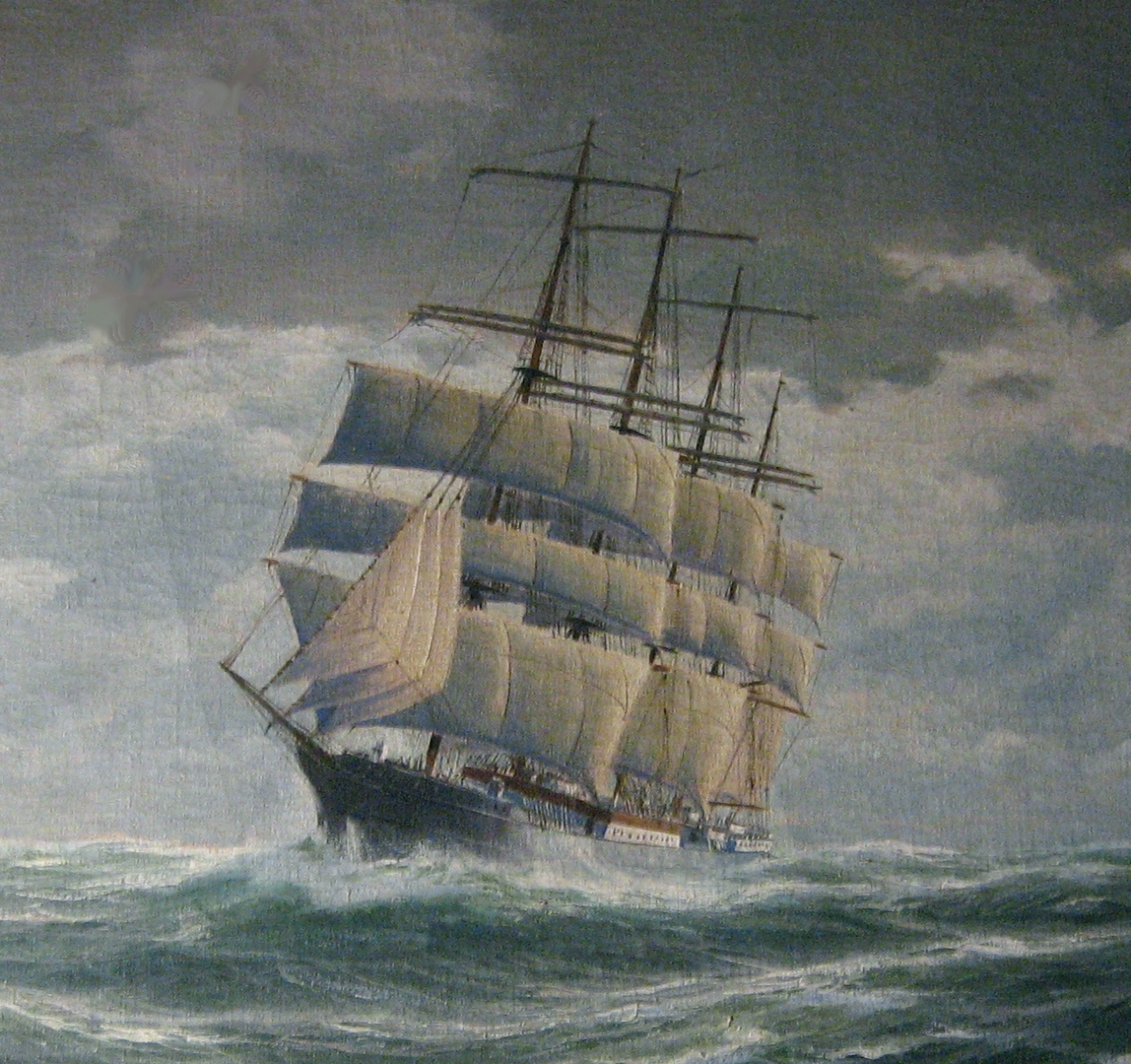
Die Viermastbark Peking, die für Johnson zum Inbegriff des Windjammersegelns wurde (Ölgemälde)

Wie er später schrieb, hatte ihm jedoch weder die Tätigkeit auf kleineren Yachten, auf denen er es bis zum Kapitän gebracht hatte, noch auf den größeren Dampfschiffen dauerhafte Befriedigung verschafft. Daher reiste er im Herbst 1929 gemeinsam mit seinem Freund Charles Brodhead nach Hamburg, um von dort als Passagier eine Reise mit einem großen Rahsegler rund um Kap Hoorn verwirklichen und sich so einen Lebenstraum erfüllen zu können. Die Wahl fiel zwangsläufig auf ein deutsches Schiff, weil solche Fahrten mit Frachtseglern zu diesem Zeitpunkt nur noch von der deutschen Reederei Laeisz durchgeführt wurden (die finnische Reederei Eriksson, die ebenfalls noch Frachtsegler unterhielt, betätigte sich damals in der Weizenfahrt nach Australien).

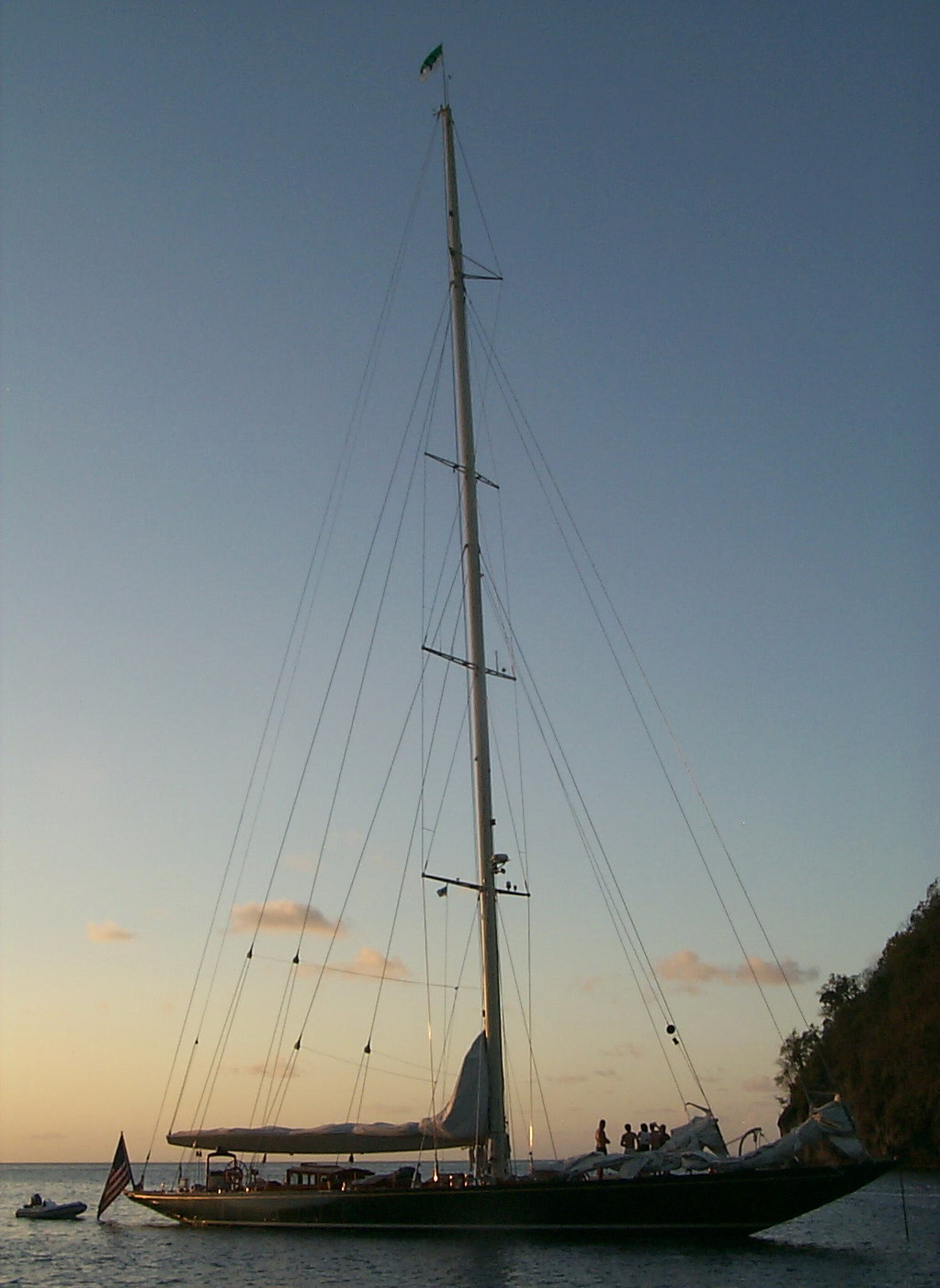
Die Shamrock V, auf der Johnson als Schiffsoffizier Dienst tat (Aufnahme von 2002)

Die anschließende Fahrt mit dem Segler Peking von Hamburg nach Talcahuano in Chile übte einen lebenslang prägenden Eindruck auf Johnson aus. Wie vereinbart, beteiligte er sich teilweise an den Arbeiten an Bord, was anfangs, seinen geringen Deutschkenntnissen geschuldet, auch sprachlich eine Herausforderung darstellte – erst recht, als er feststellen musste, dass die eigentliche Bordsprache nicht Hoch-, sondern Plattdeutsch war. Allerdings fand sich Johnson bald in der ungewohnten Umgebung zurecht. Während der außergewöhnlich stürmischen Reise gelangen ihm spektakuläre und in dieser Art einzigartige 16-mm-Filmaufnahmen, die unter dem Titel Around Cape Horn (1929; Alternativtitel: The Peking battles Cape Horn) legendäre Berühmtheit erlangen sollten. Unter anderem dokumentierte Johnson darin zwei dermaßen heftige Stürme im Ärmelkanal und vor Kap Hoorn, dass alle Windjammerkapitäne, die den Film zu sehen bekamen, sich darüber wunderten, wie das Schiff die Fahrt überhaupt hatte überstehen können. Johnson selbst schrieb dies dem überragenden Können des Kapitäns Jürgen Jürs zu, den er gleichsam als Idealtypus eines Seemanns charakterisierte und der sein großes Vorbild wurde; wie Johnson wiederholt betonte, verdankte er selbst in späteren kritischen Situationen mehrfach sein Leben dem, was er bei Jürs gelernt hatte. Der Film sowie Johnsons über dieselbe Reise entstandenes Buch The Peking battles Cape Horn zählen heute in der englischsprachigen Welt zu den Klassikern ihres Genres.

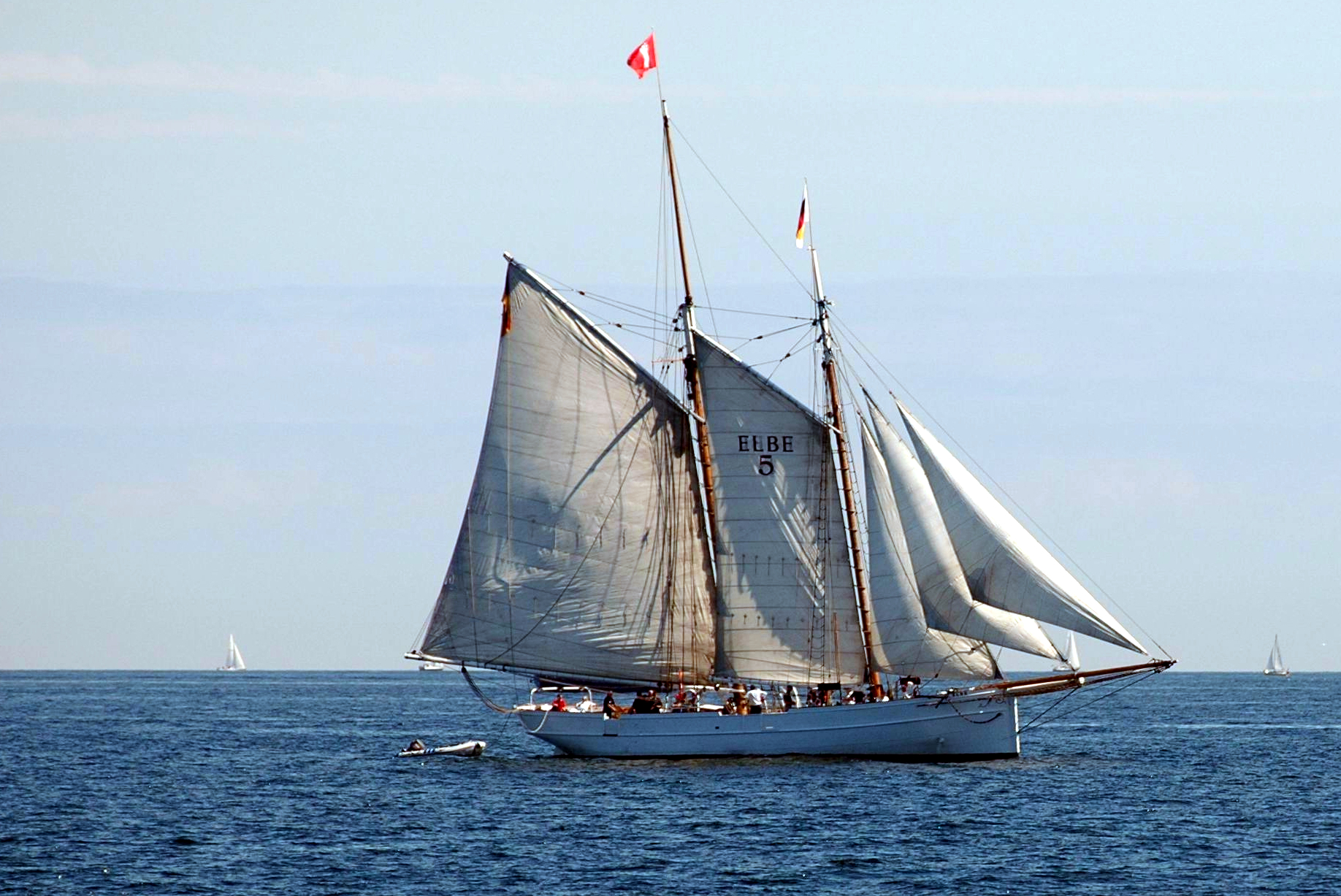
Der Lotsenschoner No. 5 Elbe, die zeitweilige Wander Bird, auf der Johnson als Steuermann seine spätere Frau kennenlernte (Aufnahme von 2001)

Eine wiederum spektakuläre Reise wurde Johnsons Atlantiküberquerung 1930 von West nach Ost als Erster Offizier an Bord der Rennyacht Shamrock V. Seine letzte Reise als nachgeordneter Schiffsoffizier trat er ebenfalls noch 1930 an, und zwar als Steuermann an Bord der Wander Bird, einem ehemaligen deutschen Lotsenschoner. Bei dieser Reise von Europa nach Amerika lernte er die einzundzwanzigjährige, ebenfalls segelbegeisterte Harriet Electa „Exy“ Search (1909–2004) kennen, die nach einem Frankreichaufenthalt als Passagierin in die USA zurückkehren wollte; die beiden verliebten sich ineinander und heirateten 1933. Nach Auskunft ihres jüngeren Sohnes, Robert, ergänzten sich die Eheleute hervorragend und führten eine glückliche Ehe.
In der Folgezeit umsegelte das Ehepaar Johnson bis 1958 insgesamt siebenmal die Erde.
Sein erstes eigenes Schiff, einen 1897 gebauten niederländischen Lotsenschoner, erwarb Johnson bereits kurz nach seiner Hochzeit und taufte ihn Yankee; es handelte sich um ein robustes hölzernes Schiff, dafür gebaut, den Stürmen der Nordsee zu trotzen. Mit ihm unternahm das Ehepaar drei Weltreisen mit jeweils neuen, anfänglich segelunerfahrenen Besatzungen, die Johnson dann während der anderthalbjährigen Fahrten ausbildete. Dabei wurden jedes Mal rund 120 Häfen angelaufen. Bei der zweiten Reise fuhr als Erster Offizier der spätere Hollywood-Star Sterling Hayden mit, der später selbst ein Kapitänspatent erwarb. Zwischen den Weltreisen arbeitete Johnson daran, seine Reisen schriftstellerisch und filmisch zu verarbeiten, und unternahm ausgedehnte Vortragsreisen, wobei ihn seine Frau, die auch mehrere Sprachen beherrschte, entscheidend unterstützte.
Nach der dritten Weltreise verkaufte Johnson 1941 sein Schiff und trat auf Drängen Bill Donovans, des Chefs des OSS (Vorläufer der CIA), in die US-Marine ein. In Pearl Harbor auf Hawaii stationiert, erlebte er den japanischen Angriff vor Ort. Seine umfangreichen Kenntnisse über die Tiden- und Wellenverhältnisse, Strömungen und Untiefen der zahllosen Riffe und Atolle des Südpazifiks machten Johnson zur ersten Wahl als Berater für die amerikanische Pazifikflotte. Er bekleidete den Rang eines Korvettenkapitäns (Lieutenant Commander) und versah seinen Dienst auf der USS Sumner. Irving erstellte dort fünf Seekarten und erkundete mögliche Häfen und Landestellen für die US-Marine. Ferner tauchte er zu versenkten japanischen Schiffen auf der Suche nach Geheimdokumenten, die vor der Versenkung von den Japanern nicht hatten vernichtet werden können. Dabei konnte er eine Karte mit japanischen Minenfeldern rund um verschiedene japanische Häfen sicherstellen.
Nach dem Ende des Zweiten Weltkriegs machte sich Johnson wieder selbständig und kaufte 1947 erneut einen Lotsenschoner, diesmal die ehemals deutsche Duhnen, die von den Briten als Kriegsbeute beschlagnahmt worden war. Sie war ursprünglich 1913 als Lotsenschoner No. 2 Emden in Dienst gestellt worden und hatte während des Zweiten Weltkrieges zeitweilig als Wohnschiff gedient. Johnson taufte auch dieses Schiff Yankee und ließ es in Brixham (Devon) zu einer Brigantine umriggen. Hiermit unternahm das Ehepaar vier Weltreisen nach dem gleichen Muster wie mit der ersten Yankee. Zur Crew gehörte dabei unter anderem Christopher B. Sheldon, der spätere Eigentümer und Skipper des ebenfalls zur Brigantine umgebauten niederländischen Lotsenschoners Albatross, dessen Untergang mit einer Gruppe Jugendlicher an Bord Schlagzeilen machen sollte (Grundlage des Films White Squall – Reißende Strömung, 1996). Nach Johnsons letzter Weltumrundung 1958 wurde das Schiff nicht zuletzt durch das National Geographic Magazine bekannt, das ausführlich darüber berichtete. In der Dezemberausgabe 1959 zierte die Yankee das Titelblatt. Später, 1964, strandete der Segler unter einem anderen Eigner vor den Cook-Inseln.
1958–59, nach dem Ende ihrer letzten Ausbildungsreise, ließen die Johnsons die dritte Yankee im niederländischen Zaandam als Stahl-Ketsch bauen und besegelten mit ihr bis 1975 die Binnenwasserwege Europas und Afrikas; unter anderem fuhren sie nilaufwärts von der Mündung bis Abu Simbel, was damals, vor dem Bau des Assuanstaudamms, noch möglich war.

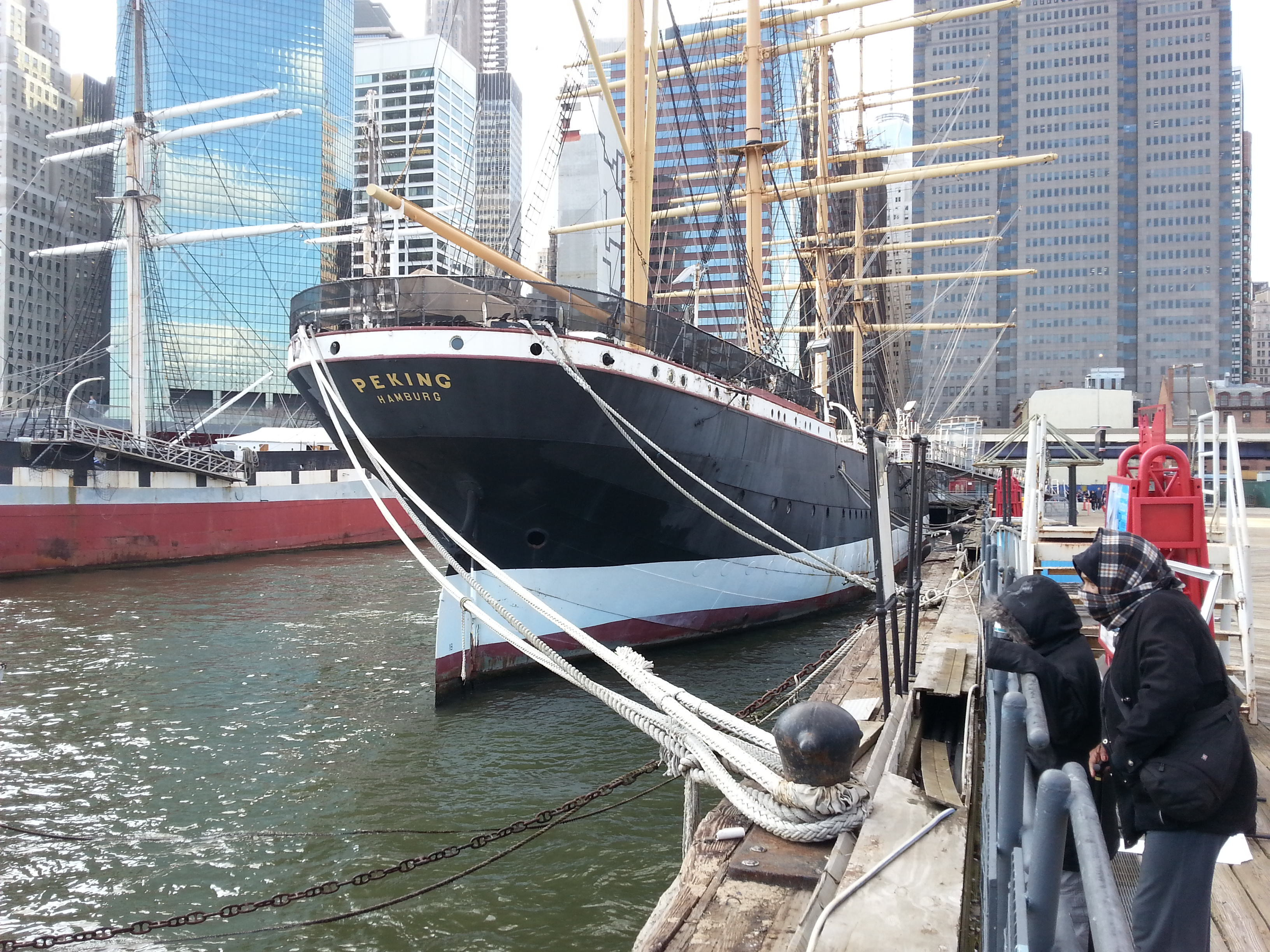
Die Peking am Pier 16 im South Street Seaport Museum in New York (2014), wo Johnson nach seiner aktiven Segelzeit Schulkindern über seine Reise von 1928 detailliert berichtete

Ebenso wie Alan Villiers sah es Johnson als Lebensaufgabe an, der Öffentlichkeit das Zeitalter der majestätischen Windjammer nahezubringen. Er arbeitete bis zu seinem Tod 1991 als Kurator für das Schifffahrtsmuseum Mystic Seaport (Connecticut) und die Sea Education Association. Auf „seinem“ Segler Peking, der damals zum South Street Seaport Museum in New York gehörte, unterrichtete er noch im Alter Schulkinder „hautnah“ über seine Reise mit dem berühmten Windjammer.

## Persönliches
Exy und Irving Johnson bekamen zwei Söhne, Arthur und Robert, die beide bereits mit einem Jahr ihre Eltern auf den Segelreisen begleiteten. Ihre Schulausbildung erhielten sie durch Privatunterricht bei ihrer Mutter.
1975 ließ sich Johnson mit seiner Frau auf der Farm in Hadley nieder, auf der er bereits seine Kindheit verbracht hatte. Nach seinem Tod im Jahr 1991 führte seine Witwe Exy sein Lebenswerk fort. Im Alter von 95 Jahren starb sie am 19. November 2004 in Holyoke (Massachusetts).
Beide Eheleute sind auf dem Hockanum-Friedhof in Hadley (Massachusetts) bestattet. Auf ihrem Grabstein ist eine Zeile aus Robert Louis Stevensons Gedicht Requiem eingraviert: „Home is the sailor, home from sea“ („Daheim ist der Seemann, heimgekehrt von der See“).

## Ehrungen
- Das Los Angeles Maritime Institute stellte im Jahr 2002 zwei Brigantinen für ihr Sail-Training-Programm in Dienst und benannte sie nach Irving und Exy Johnson. Exy Johnson konnte noch persönlich der Schiffstaufe beiwohnen.
- Der britische Sänger Tom Lewis (* 1943) veröffentlichte 1999 das Lied „Peking“, eine Hommage für das gleichnamige Schiff, in seinem Album „Mixed Cargo“. Im Liedtext wird Irving Johnson namentlich erwähnt.
- Der englische Sänger Ralph McTell präsentierte 2004 ein Lied mit dem Titel „Around the wild Cape Hoorn“ für sein Album „Somewhere on the road“. Hierin wird die Reise der Peking 1929 nach Chile aus der Sicht von Irving Johnson nachgezeichnet.

## Bücher
- Irving Johnson: Round the Horn in a Square Rigger. Milton Bradley, 1932 (Nachdruck als The Peking Battles Cape Horn. Sea History Press, 1977, ISBN 0-930248-02-3).
- Irving Johnson: Shamrock V's Wild Voyage Home. Milton Bradley, 1933.
- Irving und Electa Johnson: Westward bound in the schooner Yankee. Norton, 1936.
- Irving und Electa Johnson: Sailing to see. Picture cruise in the schooner Yankee. Norton, 1939.
- Irving und Electa Johnson: Yankee's wander world; circling the globe in the brigantine Yankee. Norton, 1949.
- Irving Johnson, Electa Johnson und Lydia Edes: Yankee's people and places. Norton, 1955.
- Irving und Electa Johnson: Yankee sails across Europe. Norton, 1962.
- Irving und Electa Johnson: Yankee sails the Nile. Norton, 1966.

## Bücher in deutscher Übersetzung
- Carsten Petersen, Morten Planer: Mit der Peking um Kap Hoorn: Irving Johnsons Tagebuch & Laeisz-Kapitän Jürgen Jürs Biographie. Oceanum Verlag, Wiefelstede 2018, 2. Auflage 2020, ISBN 3-86927-552-9.

## Artikel
- Irving und Electa Johnson: Westward Bound in the Yankee. In: National Geographic Magazine. Januar 1942.
- Irving Johnson: Adventures with the Survey Navy. In: National Geographic Magazine. Januar 1947.
- Irving und Electa Johnson: The Yankee's Wander-world. In: National Geographic Magazine. Januar 1949.
- Irving und Electa Johnson: South Seas Incredible Land Divers. In: National Geographic Magazine. Januar 1955.
- Irving und Electa Johnson: The New Yankee. In: Yachts and Yachting. Oktober 10, 1958.
- Irving und Electa Johnson: Lost World of the Galapagos. In: National Geographic Magazine. Mai 1959.
- Irving und Electa Johnson: New Guinea to Bali in Yankee. National Geographic Magazine. Dezember 1959.
- Irving Johnson: The Ketch Yankee. In: Yachting. August 1960.
- Irving und Electa Johnson: Inside Europe Aboard Yankee. In: National Geographic Magazine. August 1964.
- Irving und Electa Johnson: Yankee Cruises the Storied Nile. In: National Geographic Magazine. Mai 1965.
- Irving und Electa Johnson: Yankee Sails Turkey's History-Haunted Coast. In: National Geographic Magazine. Dezember 1969.
- Electa Johnson: Yankee Cruises Inland Italy. Part I. In: Yachting. Juli 1973.
- Electa Johnson: Yankee Cruises Inland Italy. Part II. In: Yachting. August 1973.

## Filme
- Yankee Sails Across Europe. National Geographic Society, 1967.
- Voyage of the Brigantine Yankee. National Geographic Society, 1968.
- Irving Johnson: High Seas Adventurer. National Geographic Society, 1985.
- Around Cape Horn. Mystic Seaport, 1985; Material des 16-mm-Amateurfilms von Irving Johnson, 1929, mit eigenen Kommentaren von 1980.